# Jamie Waller
Jamie Antonio Waller (nacido el 20 de noviembre de 1964 en South Boston, Virginia) es un exjugador de baloncesto estadounidense que jugó una temporada en la NBA, desarrollando el resto de su carrera en la CBA, la WBL, la liga filipina y la liga francesa. Con 1,93 metros de estatura, lo hacía en la posición de base.

## Trayectoria deportiva

### Universidad
Jugó durante cuatro temporadas con los Panthers de la Universidad de Virginia Union, en las que promedió 18,0 puntos y 7,4 rebotes por partido. Anotó 2.568 puntos a lo largo de su carrera, el segundo máximo anotador histórico de su universidad, sólo superado por Mike Davis, y fue elegido en sus tres últimas temporadas en el mejor quinteto de la Central Intercollegiate Athletic Association.

### Profesional
Fue elegido en la cuadragésimo octava posición del Draft de la NBA de 1987 por New Jersey Nets, con los que llegó a disputar 9 partidos, en los que promedió 4,7 puntos y 1,4 rebotes.
Tras ser despedido, fichó por los Quad City Thunder y posteriormente por Charleston Gunners de la CBA, ganando esa temporada el título de rookie del año. Jugó posteriormente en el Ginebra San Miguel de la liga filipina, ganando ese mismo año el premio al Mejor Extranjero de la PBA, En verano se incorporó a los Las Vegas Silver Streaks, con los que consiguió el título de liga, siendo elegido además mejor jugador del campeonato tras promediar 26,7 puntos por partido, máximo anotador del campeonato, galardón que repitió las tres temporadas restantes de la liga, e incluido en el quinteto ideal, al igual que en 1989 y 1990.
En 1989 jugó en el Pau-Orthez de la liga francesa, donde promedió 20,0 puntos, 4,7 rebotes y 2,9 asistencias por partido. Acabó su carrera jugando de nuevo en el Ginebra San Miguel filipino.

## Estadísticas de su carrera en la NBA

### Temporada regular
| Temporada | Edad | Equipo          | Liga | Pos. | P | TIT | MIN  | TC  | TCA | %TC  | 3P  | 3PA | %3P  | 2P  | 2PA | %2P  | TL  | TLA | %TL  | R.OF. | R.DEF. | REB | ASIS | ROB | TAP | PER | FP  | PTS |
| 1987-88   | 23   | New Jersey Nets | NBA  | SG   | 9 | 0   | 10.1 | 1.8 | 4.4 | .400 | 0.0 | 0.2 | .000 | 1.8 | 4.2 | .421 | 1.1 | 2.0 | .556 | 1.0   | 0.4    | 1.4 | 0.3  | 0.4 | 0.1 | 1.2 | 1.4 | 4.7 |
| Total     |      |                 | NBA  |      | 9 | 0   | 10.1 | 1.8 | 4.4 | .400 | 0.0 | 0.2 | .000 | 1.8 | 4.2 | .421 | 1.1 | 2.0 | .556 | 1.0   | 0.4    | 1.4 | 0.3  | 0.4 | 0.1 | 1.2 | 1.4 | 4.7 |